# Olivier Arnaud
Pas d'image ? Cliquez ici

a Compétitions nationales et continentales officielles uniquement.

b Matchs officiels uniquement.
Olivier Arnaud, né le 14 novembre 1987 à Avignon, est un joueur de rugby à XIII français évoluant au poste de centre. Il a effectué l'essentiel de sa carrière à Avignon avec lequel il a remporté la Coupe de France en 2013. Il est également international français.En 2017 il a également participé à la coupe du monde en Australie

## Biographie
Capitaine d'Avignon, Olivier Arnaud a notamment participé à la conquête de la Coupe de France en 2013 avec une victoire 38-37 contre Limoux. En 2016, un temps tenté par rejoindre le rugby à XV et le club de Chateaurenardau. Il décide finalement de rester en XIII et est même appelé en équipe de France en octobre 2016 pour affronter l'Angleterre, au côté de son partenaire de club Mickaël Goudemand.
Il est retenu dans la liste des vingt-quatre joueurs sélectionnés pour disputer la Coupe du monde 2017.

## Palmarès
- Collectif :
  - Vainqueur du Championnat de France : 2018 (Avignon).
  - Vainqueur de la Coupe de France : 2013 (Avignon).

### Détails

#### En sélection
| Matchs internationaux d'Olivier Arnaud | Matchs internationaux d'Olivier Arnaud | Matchs internationaux d'Olivier Arnaud | Matchs internationaux d'Olivier Arnaud | Matchs internationaux d'Olivier Arnaud | Matchs internationaux d'Olivier Arnaud | Matchs internationaux d'Olivier Arnaud | Matchs internationaux d'Olivier Arnaud | Matchs internationaux d'Olivier Arnaud | Matchs internationaux d'Olivier Arnaud | Matchs internationaux d'Olivier Arnaud | Matchs internationaux d'Olivier Arnaud |
|                                        | Date                                   | Adversaire                             | Résultat                               | Compétition                            | Poste                                  | Points                                 | Essais                                 | Pen.                                   | Drops                                  |                                        |                                        |
| -------------------------------------- | -------------------------------------- | -------------------------------------- | -------------------------------------- | -------------------------------------- | -------------------------------------- | -------------------------------------- | -------------------------------------- | -------------------------------------- | -------------------------------------- | -------------------------------------- | -------------------------------------- |
| sous les couleurs de la France         |                                        |                                        |                                        |                                        |                                        |                                        |                                        |                                        |                                        |                                        |                                        |
| 1.                                     | 30 octobre 2015                        | Pays de Galles                         | 6-14                                   | Amical                                 | Ailier                                 | 4                                      | 1                                      | 0                                      | 0                                      |                                        |                                        |
| 2.                                     | 22 octobre 2016                        | Angleterre                             | 6-40                                   | Amical                                 | Remplaçant                             | 0                                      | 0                                      | 0                                      | 0                                      |                                        |                                        |
| 3.                                     | 3 novembre 2017                        | Australie                              | 6-52                                   | Coupe du monde                         | Centre                                 | 0                                      | 0                                      | 0                                      | 0                                      |                                        |                                        |

#### En club
| Saison    | Club    | Compétition           | Matchs | Points | Essais | Goals | Drops |
| --------- | ------- | --------------------- | ------ | ------ | ------ | ----- | ----- |
| 2008-2009 | Avignon | Championnat de France | 15     | 60     | 13     | 4     | -     |
| 2009-2010 | Avignon | Championnat de France | 12     | 66     | 6      | 21    | -     |
| 2010-2011 | Avignon | Championnat de France | 16     | 74     | 12     | 13    | -     |
| 2011-2012 | Avignon | Championnat de France | 18     | 154    | 4      | 69    | -     |
| 2012-2013 | Avignon | Championnat de France | 11     | 87     | 5      | 33    | 1     |
| 2013-2014 | Avignon | Championnat de France | 12     | 92     | 4      | 38    | -     |
| 2014-2015 | Avignon | Championnat de France | 17     | 162    | 10     | 71    | -     |
| 2015-2016 | Avignon | Championnat de France | 16     | 159    | 8      | 53    | 1     |
| 2016-2017 | Avignon | Championnat de France | 7      | 54     | 1      | 25    | -     |
| 2017-2018 | Avignon | Championnat de France | 18     | 190    | 10     | 73    | 4     |
| 2018-2019 | Avignon | Championnat de France | 12     | 82     | 4      | 33    | -     |
| 2019-2020 | Avignon | Championnat de France | 12     | 114    | 7      | 42    | 2     |
| 2020-2021 | Avignon | Championnat de France | 7      | 42     | -      | 21    | -     |